# Дохнарка
Дохнарка (бел. Дахнарка) — река в Полоцком районе Витебской области Белоруссии, левый приток реки Дрисса. Длина 24 км, площадь водосбора 208 км². Уклон реки 0,6 м/км.
Река вытекает из северо-восточной части озера Белое. Исток находится у деревни Булавки (10 км к северу от центра Полоцка). Генеральное направление течения — северо-запад.
Протекает в границах Полоцкой низменности, в среднем течении протекает через озеро Дохнарское. Русло извилистое в нижнем течении, ширина русла на всём протяжении реки не превышает 10 метров. Долина в нижнем течении чёткая, шириной 200—300 м. В Дохнарку впадает река Лонница (справа), ручьи и мелиоративные каналы.
Вдоль реки расположены деревни Дохнары, Рудня, Артейковичи. Впадает в Дриссу у деревни Борки.
Гидроним имеет финно-угорское происхождение и может быть сравним с основами тох «небольшое озеро» и нар «болото».